# 李克譲
李 克譲（り こくじょう、? - 880年）は、後唐の太祖李克用の弟。

## 経歴
黄巣の乱の際に李克用に従い、黄巣討伐に参加した。初め、振武軍校に任ぜられ、功績を重ねたので金吾将軍が加えられ、都城の守備を任され、親仁坊に居した。乾符5年（878年）、李克用が唐軍の将の段文楚を殺害したため、李克譲と配下の将兵は唐軍に包囲された。李克譲は何相温・安文寛・石的歴など10人の侍従と共に血戦の末、千人の包囲網を突破し、雁門へ逃走に成功した。乾符6年（879年）、李克用は唐に復帰し、李克譲も金吾将軍に戻された。
広明元年（880年）、黄巣が長安を攻撃した。李克譲は潼関の守備を任されたが、戦に敗れて南山の仏寺に逃げた。その仏寺で、李克譲は僧侶に暗殺された。

## 伝記資料
- 『新五代史』